# Acid Memories
Албумът Acid Memories е продуциран и записан от Boards of Canada. Издаден е от техния собствен лейбъл Music70 през 1989 на аудио касета в много ограничен тираж. В peer-to-peer мрежите може да бъде открит кратък откъс от парчето Duffy, за който е потвърдено, че е автентичен. Това е единствената музика от този албум, която е публично достояние.

## Песни
1. Duffy (2:18)
2. Growing Hand (4:55)
3. Petina (4:49)
4. Stry Craty Bya (8:03)
5. Helter Skater (6:13)
6. Echo The Sun (6:26)